# Sergio Cammariere
Sergio Cammariere (né le 15 novembre 1960 à Crotone) est un auteur-compositeur-interprète italien de jazz. Il a sorti dix albums.

## Carrière
En 1997, il participe au Premio Tenco, attirant l'attention de la critique et du public, et le jury de l'événement lui décerne à l'unanimité le prix IMAIE du meilleur musicien et interprète de la manifestation .
Après une longue carrière de musicien  il est apparu au Festival de Sanremo en 2003 pour interpréter la chanson Tutto quello che un uomo, arrivant à la troisième place de ce concours et remportant le prix de la critique.
Sa vidéo musicale Sorella Mia a remporté un prix au festival Fandango « Videoclipped The Radio Stars ». Cammariere joue du piano et chante, sa musique peut être classée comme jazz.
Cammariere est un cousin éloigné du chanteur et compositeur italien Rino Gaetano.

## Discographie

### Simple
- 1998 : Tempo perduto
- 2003 : Tutto quello che un uomo

### Albums
- 1993 : Kunstler-Cammariere & Stress Band I ricordi e le persone
- 2002 : Dalla pace del mare lontano
- 2003 : Dalla pace del mare lontano (Second version, including the track Tutto quello che un uomo - Sanremo 2003)
- 2004 : Sul sentiero
- 2006 : Il pane, il vino e la visione
- 2009 : Carovane
- 2012 : Sergio Cammariere
- 2014 : Mano nella mano
- 2016 : Io
- 2017 : Piano
- 2019 : La fine di tutti i guai

### Soundtracks
- 1992 : Quando eravamo repressi
- 1994 : Teste Rasate
- 1996 : USD - Uomini senza donne
- 2007 : L'Abbuffata
- 2010 : Comiche vagabonde (Tre comiche di Charlie Chaplin)
- 2010 : Ritratto di mio padre
- 2011 : Tiberio Mitri - il campione e la miss
- 2013 : Maldamore
- 2018 : Prima che il gallo canti
- 2018 : Apri le labbra
- 2019 : Twelve minutes of rain

### Compilations
- 2008 : Cantautore piccolino
- 2017 : L'artista, la vita, la storia

## Filmographie
- 2023 : La quattordicesima domenica del tempo ordinario de Pupi Avati